# Fort Morgan
Fort Morgan – miasto w Stanach Zjednoczonych, w stanie Kolorado, siedziba administracyjna hrabstwa Morgan.